# Kreuzkloster (Braunschweig)

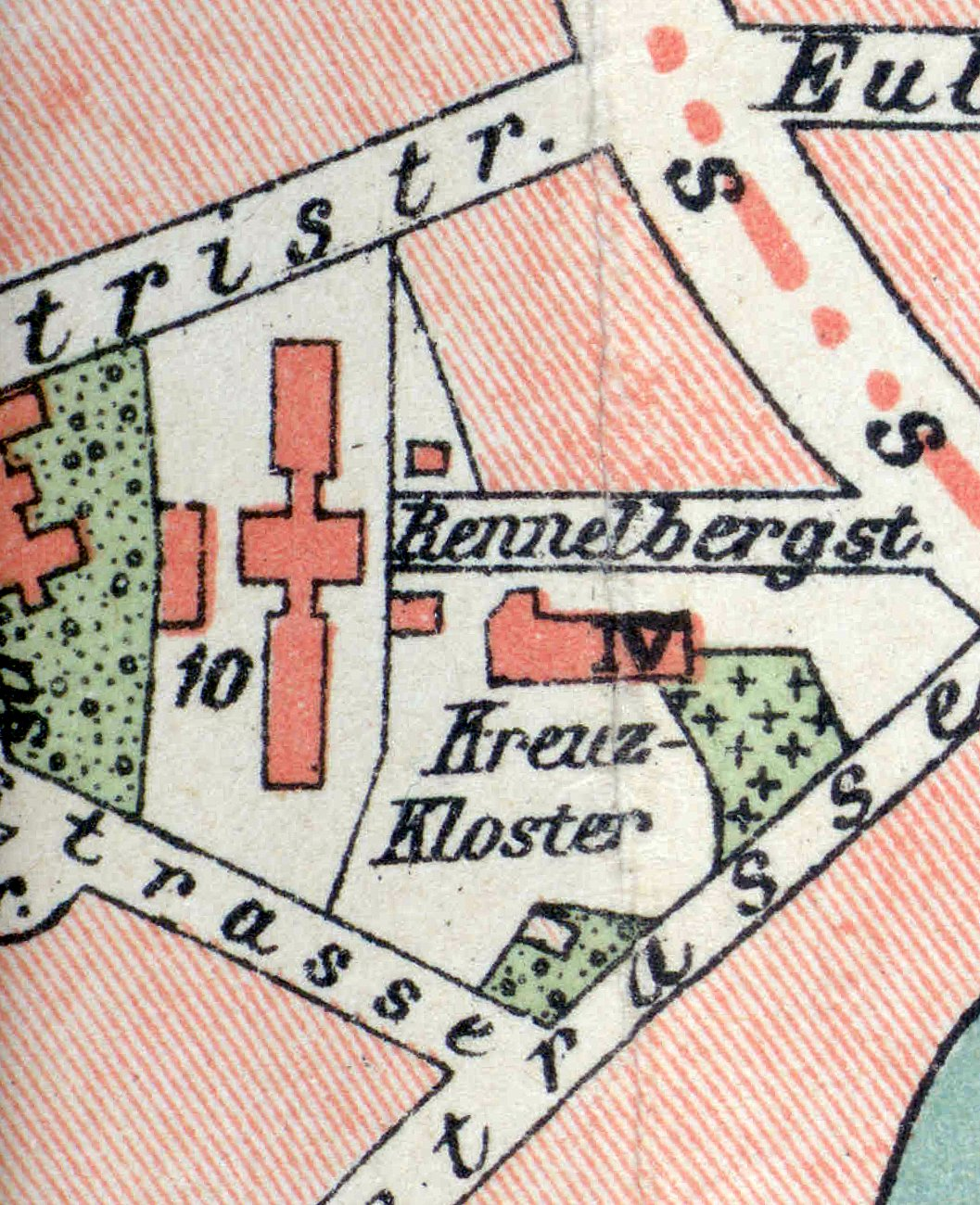
Das Kreuzkloster im Jahre 1899 (links daneben, „Nr. 10“, das Gefängnis Rennelberg).

Das Kreuzkloster in Braunschweig, auch als „Convent St. Crucis“ bezeichnet, entstand der Überlieferung nach um 1230 auf dem Rennelberg vor den Toren der Stadt, nahe dem Petri-Tor und war dem Heiligen Kreuz und der Jungfrau Maria geweiht. Es wurde während des schweren Bombenangriffs auf Braunschweig vom 15. Oktober 1944 vollständig zerstört und nicht wieder aufgebaut, womit eine über 700-jährige Geschichte zu Ende ging. Letzte sichtbare Überreste sind der Friedhof und das Küsterhaus.

## Geschichte
Ursprünglich handelte es sich um ein Benediktinerinnenkloster. Stifter des Klosters soll Ritter Balduin von Campen gewesen sein, dessen Bruder Jordan, Truchsess Herzog Ottos des Kindes, 1230 als erster in der Klosterkirche bestattet wurde. 1241 wurde die Klosterkirche erstmals urkundlich als „Sanct Crucis“ erwähnt.
Um 1400 wurde es in ein Zisterzienserinnenkloster umgewandelt und wurde bis 1532 von Nonnen dieses Ordens bewirtschaftet und bewohnt. Eine Nonne hat in der Zeit von 1484 bis 1507 ein Konventstagebuch in lateinischer Sprache verfasst. Eva Schlotheuber übersetzte das Tagebuch in die deutsche Sprache und nahm eine geschichtliche Einordnung vor. Die Ergebnisse hat die Wissenschaftlerin – gemeinsam mit Henrike Lähnemann – im Jahr 2023 veröffentlicht.
Nach der Reformation in Braunschweig, im Jahre 1528, bestand das katholische Kloster zunächst weiter. 1532 wurde jedoch die letzte katholische Äbtissin, Gertrud Holle, die sich bis dahin geweigert hatte, den neuen Glauben anzunehmen, ihres Amtes enthoben und durch die lutherische Adelheid von Lafferde ersetzt. Das Kreuzkloster war fortan ein lutherischer Frauen-Konvent, der bis zur Zerstörung des Klosters im Oktober 1944 fortbestand. Hauptaufgabe der Stiftsdamen war die Krankenpflege sowie die Leitung einer Mädchenschule.
Zwischen dem 16. und 17. Jahrhundert schwankte die Zahl der „Konventualinnen“, also der Stiftsdamen, zwischen 12 und 15, während die Zahl der unterrichteten Mädchen, die im Kloster wie in einem Internat untergebracht waren, im gleichen Zeitraum von 15 auf 24 stieg. Im Jahre 1800 zählte der Konvent eine Domina, einen Propst und 14 Konventualinnen.
Das Gesamtkloster wurde in protestantischer Zeit von zwei Ratsherren oder sonstigen angesehenen Bürgern geleitet. Diesen unterstand ein „Propst“, der allerdings nicht mehr wie früher ein Geistlicher war, sondern ein vom Rat eingesetzter weltlicher Verwalter.
Nach der Unterwerfung der Stadt im Jahre 1671 kamen die Konventualinnen nicht mehr wie früher aus den Kreisen der wohlhabenden Kaufleute und Handwerker, sondern es handelte sich nun um Töchter und Witwen verdienter herzoglicher Beamter oder Geistlicher, die dort wohnten.

### Wirtschaftliche Grundlage
Das Kreuzkloster verfügte über beträchtliche Einnahmen durch verschiedene Vorwerke, die Verpachtung von Grundstücken, den Zehnten, den (noch heute existierenden) Raffturm, einer Wirtschaft mit eigener Schäferei (1260 erworben), einen Ziegelhof, den großen Klosterhof in Evessen am Elm, den „Steinhof“ (nördlich der Stadt) und einen Hof in Wedtlenstedt im Westen. Der Propst war zugleich Pfarrer der Kreuzklosterkirche sowie der Kirche im nahen Dorf Lehndorf (einer Schenkung aus dem Jahre 1245.)
Am 1. Juli 1883 wurde die Klosterdomäne aufgehoben und die sich daraus ergebenden Grundstücke verkauft oder verpachtet. So entstand ab 1884 auf dem ehemaligen Gelände in Sichtweite des Klosters, das Gefängnis Rennelberg. 1940 lebten noch fünf Stiftsdamen zusammen mit ihrer Oberin auf dem Grundstück. In den letzten Jahren vor dem Zweiten Weltkrieg verfiel die Bausubstanz zusehends, weshalb eine Renovierung beschlossen worden war, die allerdings kriegsbedingt nicht mehr durchgeführt wurde. Am 15. Oktober 1944 wurde schließlich der gesamte ehemalige Klosterkomplex durch den schweren Bombenangriff bis auf Teile des Friedhofs und das Küsterhaus vollständig zerstört.

### Kirche

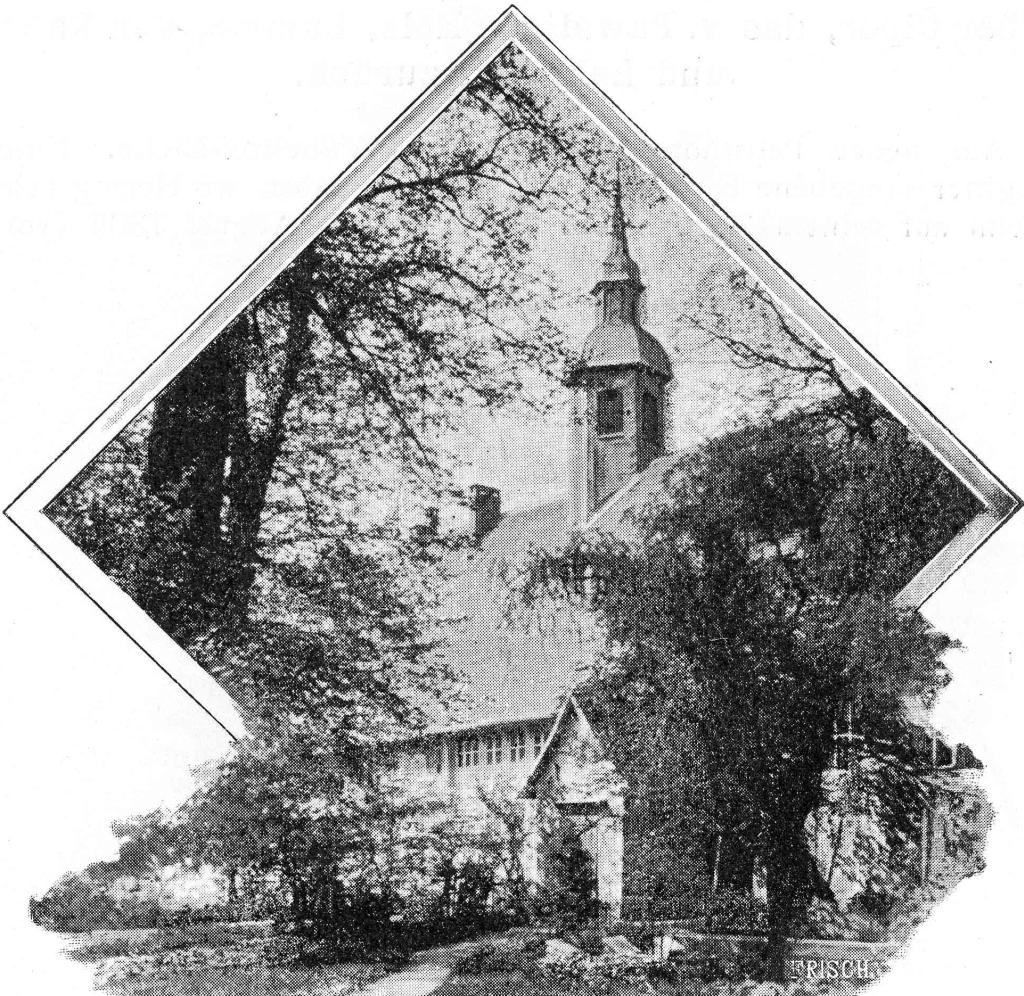
Die Fachwerk-Kirche vor 1900

Eine erste Kirche aus dem 13. Jahrhundert war mit einem Kreuzgang versehen und wahrscheinlich dreischiffig ausgeführt. Sie verfügte über zwei Nebenkapellen (zwischen 1403 und 1410 errichtet), drei Altäre aus dem frühen 15. Jahrhundert sowie eine Orgel von 1414. Diese, nun evangelische Kirche, wurde von den Braunschweigern aus Furcht vor dem katholischen Welfen-Herzog Heinrich dem Jüngeren 1545 auf Befehl des Rates abgerissen, aber von 1567 bis 1571 als einzige in massiver Bauweise ausgeführte Renaissancekirche der Stadt wieder aufgebaut. Am 16. Mai 1571 wurde der Neubau durch den Braunschweigischen Superintendenten Martin Chemnitz geweiht. Mitte des 15. Jahrhunderts wohnten 30 Nonnen im Stift, das meist von einer Äbtissin und einer Priorin geleitet wurde. Der Propst wurde jeweils vom Altstadt-Rat auf Lebenszeit oder zeitlich befristet ernannt und musste vom Hildesheimer Bischof bestätigt werden. Bei der Belagerung der Stadt durch Herzog Heinrich Julius von Braunschweig-Wolfenbüttel im Jahre 1605, wurde die Kirche erneut zerstört. Der letzte Klosterkirchenneubau wurde 1609 geweiht. Es handelte sich um ein schlichtes Fachwerkgebäude mit Dachreiter. Gleichzeitig wurde ein großes Wohngebäude für die Stiftsdamen erbaut, das direkt an die Kirche grenzte. In die barocke Kirche wurde 1712 eine von Anton Detlev Jenner geschnitzte Altarwand eingebaut. Vor dieser platzierte Jenner, wahrscheinlich um Kosten zu sparen, eine spätgotische Kanzel (entstanden um 1490) aus dem ehemaligen Paulinerkloster am Bohlweg, das nicht mehr genutzt wurde. Diese Kanzel konnte 1944, während des Zweiten Weltkrieges, vom Braunschweigischen Landeskonservator Kurt Seeleke zusammen mit Herman Flesche in Sicherheit gebracht werden, so dass sie das einzige Stück des Innenausbaus der Kreuzklosterkirche ist, das die Bombennacht vom 15. Oktober 1944 unbeschadet überstanden hat. Heute befindet sie sich in der Aegidienkirche. Weitere gerettete Gegenstände sind ein Kelch aus dem 14. Jahrhundert und einige Parament-Stickereien, die sich heute im Herzog Anton Ulrich-Museum befinden.

### Liste der Leiterinnen
- Gertrud Holle (?–1532 abgesetzt, letzte katholische Äbtissin)
- Adelheid von Lafferde (1532–1589, erste lutherische Domina)
- Clara von Assel (1589–1601)
- Anna Lossius (1601–1640)
- Christiane von Stapel (1642–1648)
- Margarethe von Stapler (1648–1678)
- Anna von Engelnstedt (1678–1705)
- Ilse von Bobergen (1705–?)
- Ilse Dorothea von Barner (?–1726)
- Rebekka Magdalena von Petersdorff (1726–1743)
- Catharine von Wittorf, geb. von Merrettig (1743–1751)
- Anna von Witzleben, geb. von Bach (1753–1788)
- Philippine Charlotte von Jerusalem (1789–1823)
- Adolfine Henriette Albertine von Löhneysen (1826–1870)
- Louise Olfermann (1870–1882)
- Julie Olfermann (1882–1892)
- Toni Wirk (1892–1940)
- Martha Lippelt (1940–1944)

### Friedhof

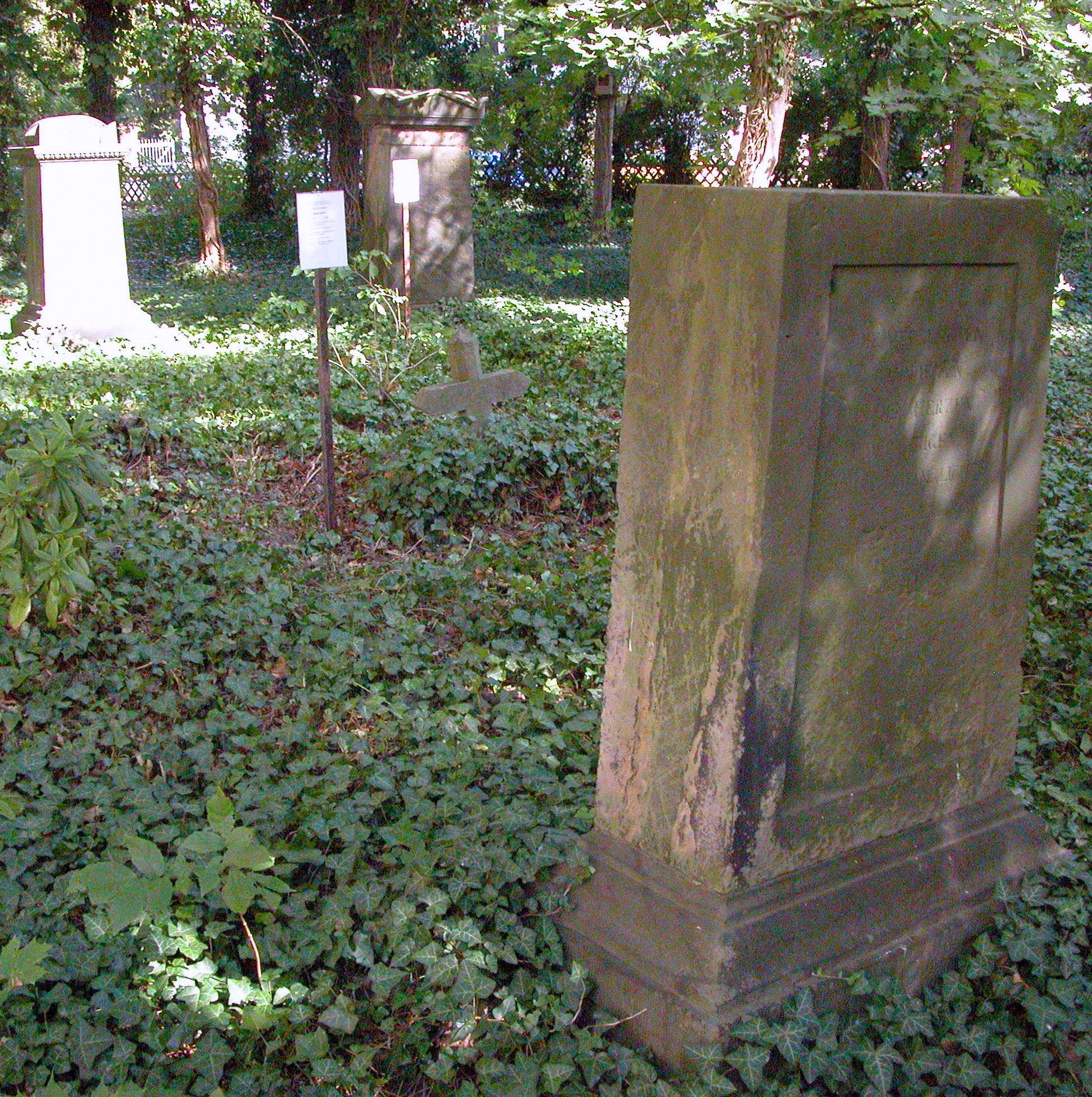
Grabsteine auf dem Friedhof

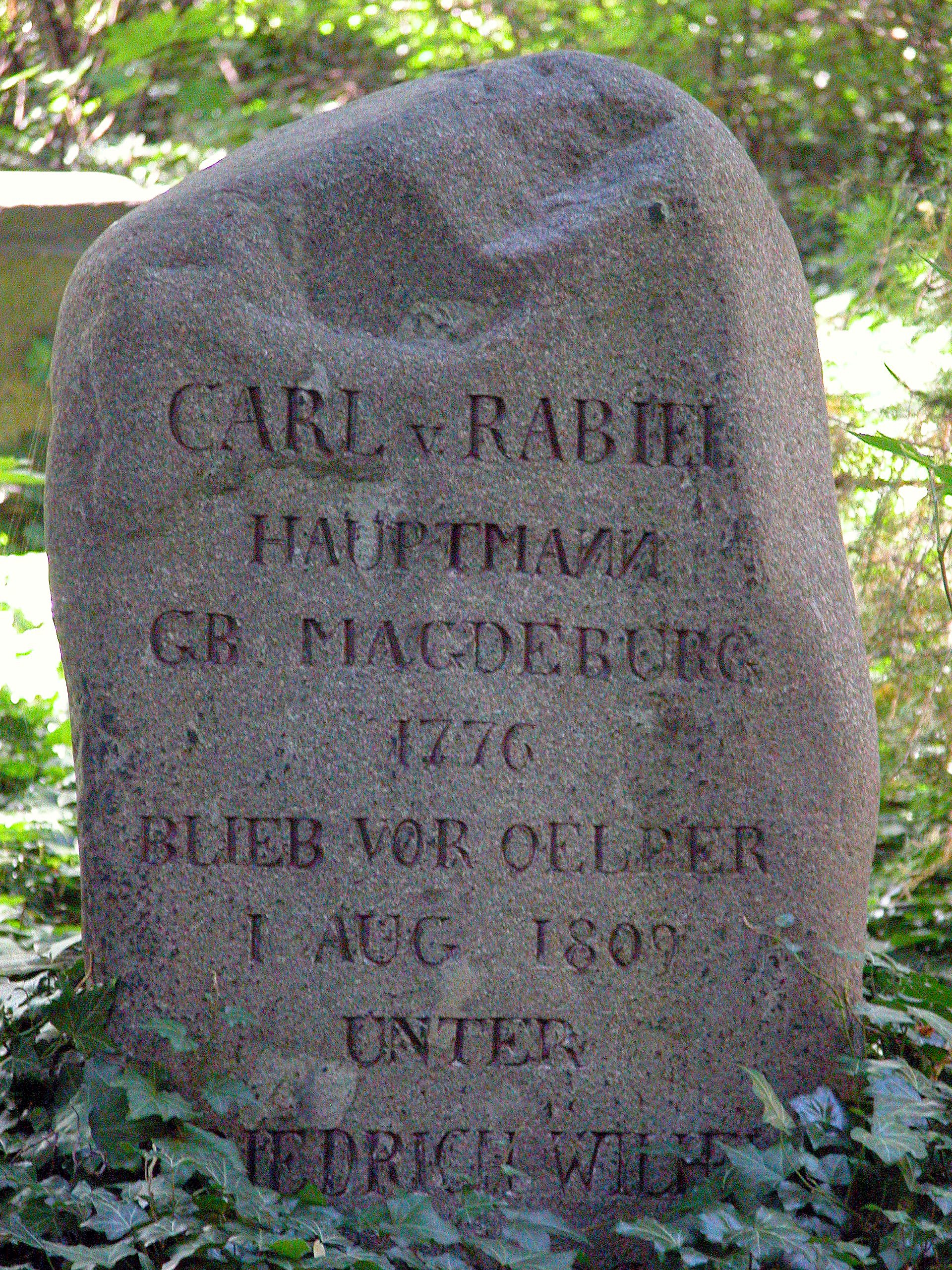
Grabstein von Hauptmann Carl von Rabiel
(gefallen im Gefecht bei Ölper (1809)).

Der Klosterfriedhof diente zunächst sowohl dem Kloster als auch der nahen Petri-Gemeinde für ihre Vorstadt Rennelberg mit 42 Wohnhäusern als Bestattungsort. Der älteste, heute noch erhaltene Grabstein stammt aus dem Jahre 1633 und wurde für Anna von Engelnstedt, Domina des Klosters, angefertigt. Noch 1710 beanspruchte die Petri-Gemeinde den Friedhof für ihre Mitglieder. Aufgrund Platzmangels wurde 1887 beschlossen, nur noch Konventualinnen, Klosterleiterinnen und zum Kloster gehörige Personen dort zu beerdigen. Die letzte Bestattung fand im April 1945 statt. Auf Befehl Berthold Heiligs wurde auf dem Friedhof der SA-Obersturmführer Wilhelm Ogilvie erschossen und später dort beerdigt. Damit war der Friedhof knapp 700 Jahre in Nutzung.
Der Friedhof befindet sich – wie der gesamte ursprüngliche Klosterkomplex – in der Freisestraße (bis 1930 „Pflegehausstraße“) und gehört heute der Stiftung Braunschweigischer Kulturbesitz. Die Evangelische Stiftung Neuerkerode hat ihn gepachtet, genutzt wird er vom „Maria-Stehmann-Haus“, einer Einrichtung für Behinderte. Der Friedhof, auf dem sich noch zahlreiche Gräber und Grabsteine befinden, ist für die Öffentlichkeit nicht zugänglich.

### 2019: Archäologische Grabungen auf dem östlichen Friedhofsgelände

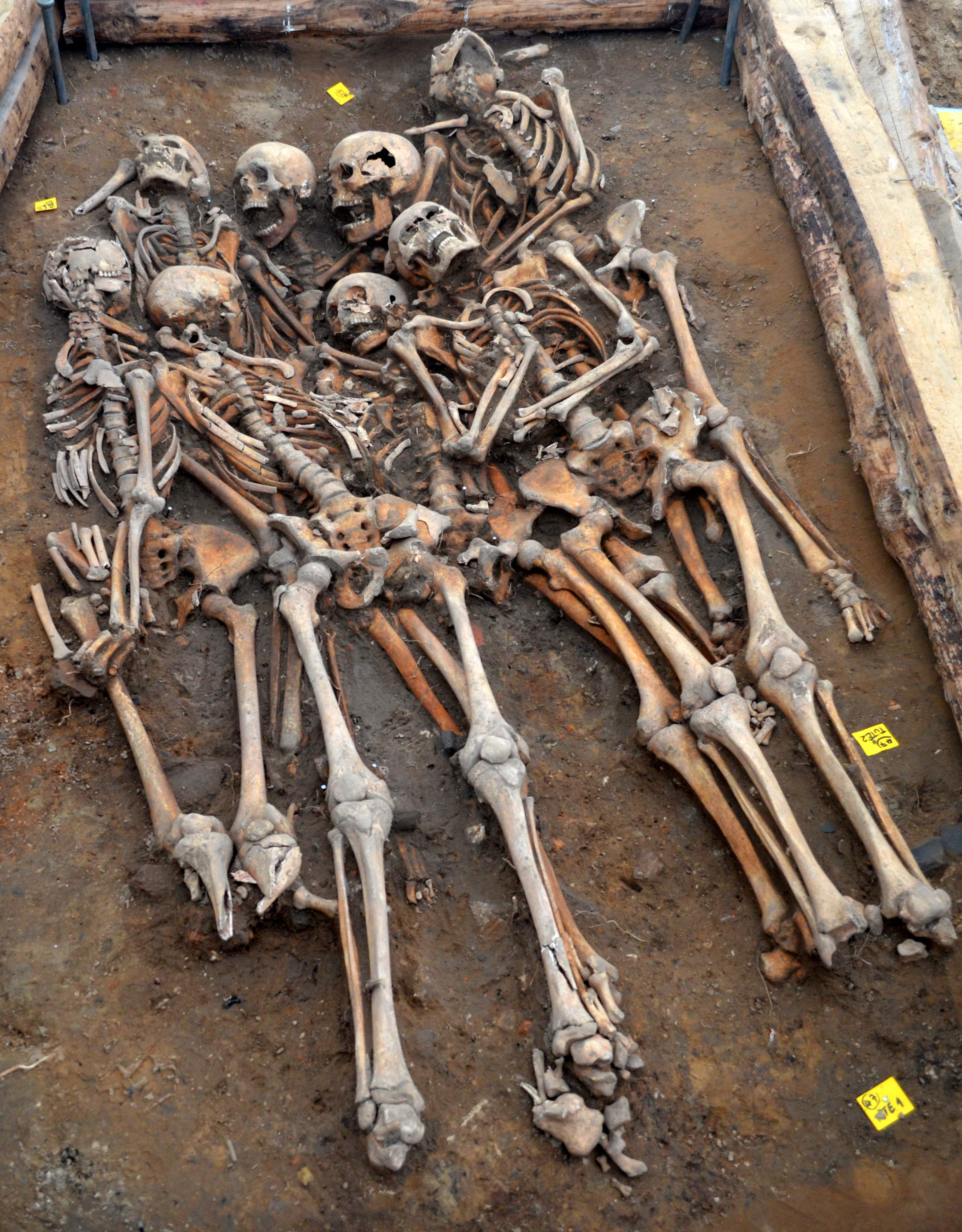
Das Anfang 2019 gefundene Grab mit acht männlichen Skeletten.

Der östliche Bereich des heute nicht mehr als Friedhof erkennbaren Grundstückteils, der seit 1982 zum Georg-Eckert-Institut gehört, soll für den Neubau eines Bibliotheksgebäudes genutzt werden. Die Aushubarbeiten begannen um die Jahreswende 2018/2019. Da bekannt war, dass es sich ursprünglich um einen Friedhof handelte, waren seit Beginn der Bauarbeiten Archäologen vor Ort. Im Januar/Februar 2019 wurden tatsächlich mehrere Einzelgräber unterschiedlichen Alters und unterschiedlichen Erhaltungsgrades gefunden und untersucht. Die Archäologen schätzen die Zahl der dort bestatteten Personen auf dreihundert. Des Weiteren wurde ein Massengrab entdeckt, das die vollständig erhaltenen Skelette von acht Männern im Alter zwischen 20 und 40 Jahren enthält. Aufgrund der Art der Bestattung und anderer Fundumstände, vermuten Historiker und Archäologen, darunter Michael Geschwinde vom Niedersächsischen Landesamt für Denkmalpflege in Braunschweig, sowie Henning Steinführer, Direktor des Stadtarchivs Braunschweig, dass es sich um Gefallene des Gefechts bei Ölper handeln könnte, bei dem am 1. August 1809, unweit der heutigen Fundstelle, die Schwarze Schar des Braunschweigischen Herzogs Friedrich Wilhelm auf zahlenmäßig überlegene napoleonische Truppen unter Jean-Jacques Reubell stieß. In der Nähe des Massengrabes wurde zudem die gut erhaltene Schädelkalotte eines einzelnen, geschätzt über 50-jährigen Mannes gefunden, der offensichtlich ebenfalls dort bestattet wurde. Das Artefakt weist drei schwere Verletzungstraumata auf; zwei davon waren älter und bereits verheilt, das letzte war ein unverheilter und höchstwahrscheinlich tödlicher Hieb mit einem (Kavallerie-)Säbel.

### Grabmale und Bestattete
- Rebecca Magdalena von Petersdorff (1669–1743)
- Carl von Rabiel (1776–1809), gefallen bei der Schlacht von Ölper
- Heinrich Conrad Staffe (1752–1826), Besitzer des Weißen Roßes
- Concordia Du Roi (1742–1834)
- Catherine Friederike Brandes, geb. Zimmer (1776–1840)
- Carl Gebhard (1811–1870), Packhof-Commissair
- Wilhelm Ogilvie (1915–1945)